# 組積造
組積造（そせきぞう、英: masonry construction）は、石・煉瓦・コンクリートブロック等を積み上げて作る建築物の構造のこと。英語から、メーソンリーとも言う場合がある。

## 概要

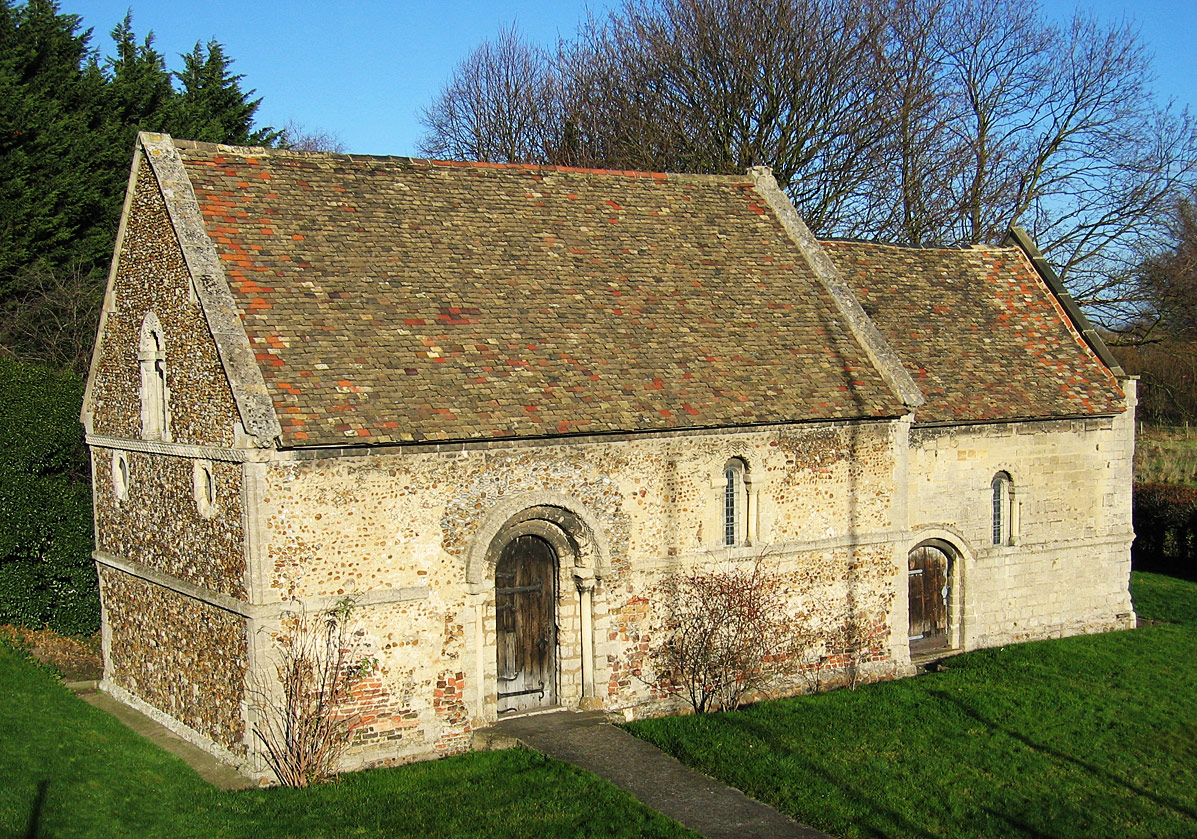
煉瓦造りのセントメアリー・マグダラ教会
12世紀 英国 ケンブリッジ

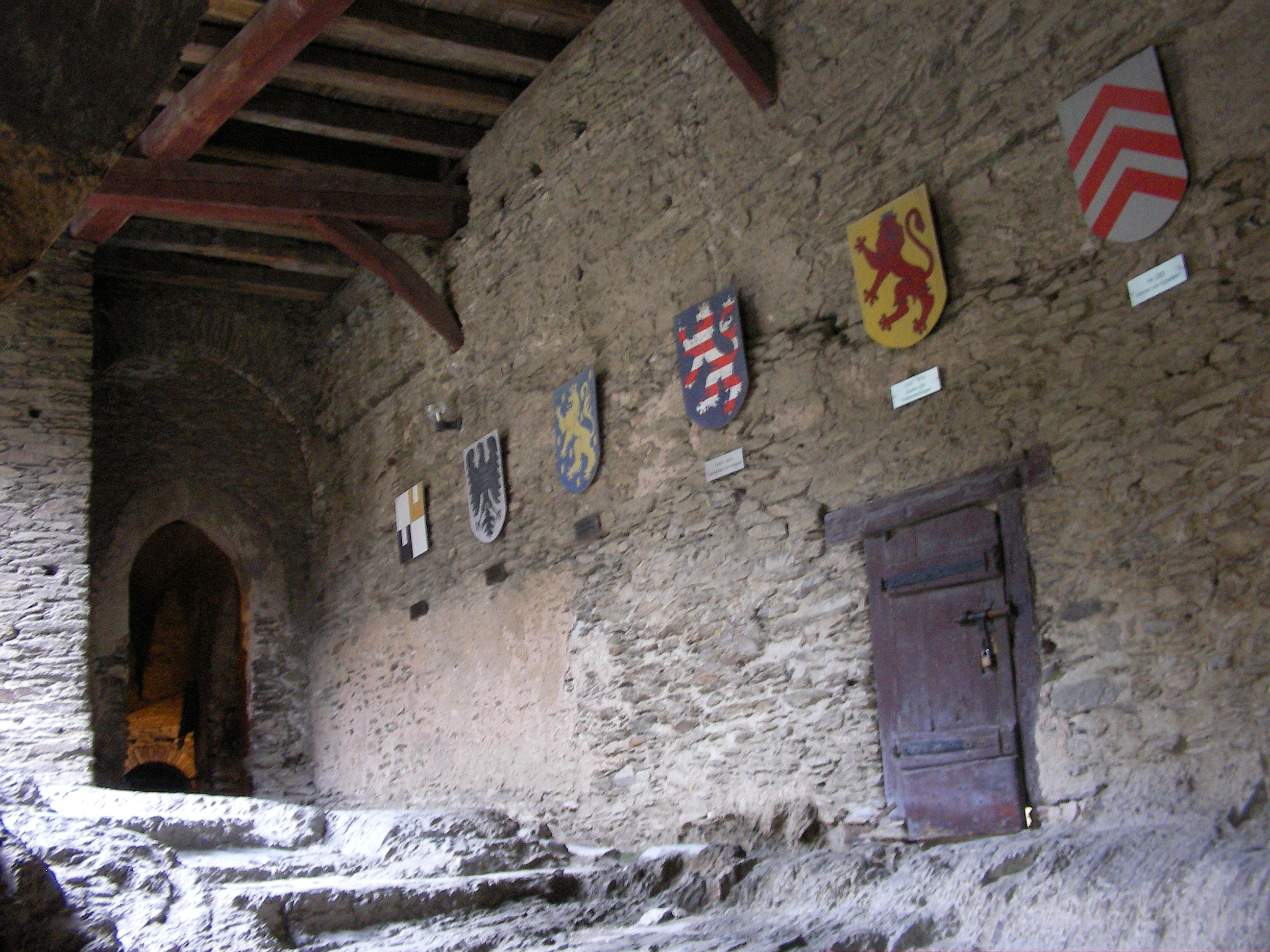
マルクスブルク城に見える木造の梁

建材を積み上げて外壁、内壁といった壁面をつくり、壁によって屋根、天井などの上部構造物を支える。組積構造、組積式構造とも言われ、柱と梁で屋根を支える「架構式構造」に対するものである。
日本など、良質な木材が豊富に入手できる地域では柱と梁で屋根を支える架構式構造が一般的であるが、中東などのように建築材に適した木材の入手が困難であった地域では、土、日乾煉瓦、焼成煉瓦や石材などを用いて壁をつくり、それによって上部建造物を支える構造が広く利用された。ただし組積造においても壁面が直接天井、屋根全体を支えるケースは稀であり、原始的なものでは、壁面を穿って通した木造の梁（腕木）によって屋根の重みを壁面に伝えたり、建造物内部に木造の小屋組みを構築し、それによって屋根を支えたりする方法が一般的である。ただし、アーチやそこから派生したヴォールト、ドームなどは組積材自身によって上部建造物を支える仕組みとなっており、古代エジプトなど、屋根の梁に使う木材さえ不足した地域では古くから利用されていた。
なお、組積造の主な建築材は煉瓦や石材であるが、木材においては、校倉（あぜくら）造りやログハウスなどがあり、「圧雪ブロック」を使用したものとしては北米先住民であるイヌイットの作る簡易住居はとしてのイグルーがあり、「氷のブロック」を積み上げ融接した建築物が、北欧や日本の寒冷地の冬季限定の宿泊施設などとして利用され、様々な資材を使った組積造がある。
組積造の場合、石などの硬い材料で厚く頑丈な壁となるため、外敵から守る壁と言う意味合いも強く持つ。古代ローマでは壁の内部を煉瓦、外側の見える部分を石造とする例が多い。中央アジアでは、日乾煉瓦や土を積み上げて壁としている。古代ギリシアの神殿建築は石造であるが、柱と梁で屋根を支える構造が残されており、元来は木造建築であったことが推察される。
ヨーロッパでは当初、木造建築が主流だったが、オリエントから優秀な石造技術が伝えられると、防火の目的などで組積式を用いた石造建築が広まった。しかしその際も屋根や床は木造であったが、ロマネスク形式・ゴシック形式が広まって以後は、教会堂や城郭などの建物に、ヴォールトを利用した総石造りのものが多く造られるようになった。しかし一般的な家屋は、煉瓦を積んで表面を石材で覆い、木製の床や天井、切妻屋根を備えたものが主流だった。また木材を用いて骨組みを造り、壁には骨組みの枠にレンガや石をはめ込む、木骨造りの建物も古くからあった。日乾煉瓦の家屋や中世ヨーロッパの城郭建築の場合も、屋根や床は木造であったので、壁面に腕木を通すための穴を穿ち、この腕木によって屋根や床を支えた。

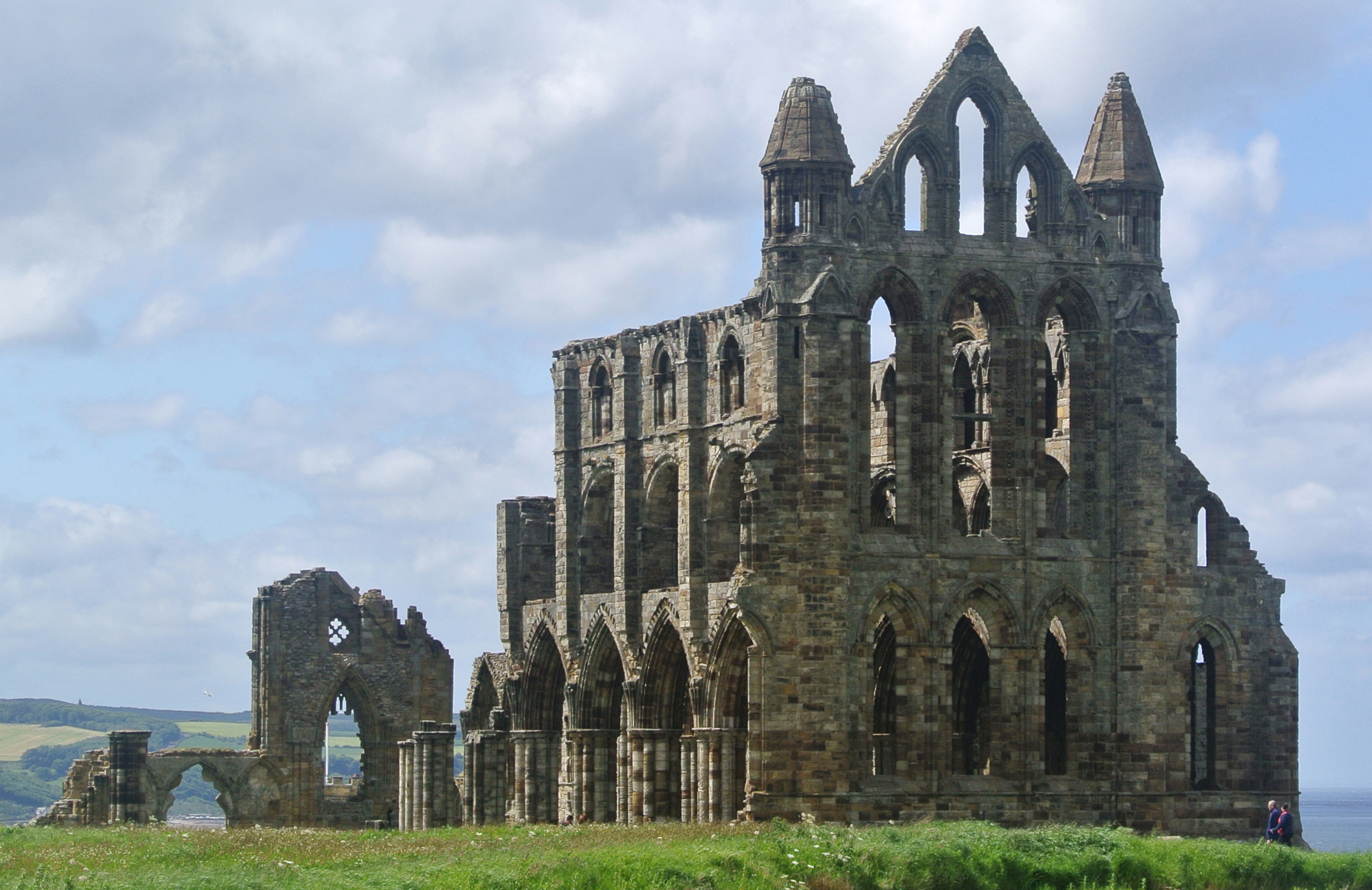
14世紀イギリスのホイットビー修道院の遺跡。組積造の壁部だけは原型を留めている

組積造に用いられる石材等は腐朽することがなく、火災にも強い。特に加工が難しいが風化にも強い石材は、その恒久性を貴ばれ、木造建築の多い地域でも教会など特別な建物は石造りとしていることもしばしば見られる。

## 組積造の欠点と補強
煉瓦・コンクリートブロックを積んだだけでは構造的に弱く、水平方向の外力を受けて崩壊する危険性がある。特に地震への耐性が無いことから、日本では組積造はほとんど普及せず、6世紀以後断続的に中国側から伝来したレンガ（磚）も定着せず、材同士の組み合わせと強度比重量の軽さによってある程度耐震性を確保できる木造軸組工法が主流を占めた。
西洋に倣った明治の近代化と共に煉瓦組積造など洋風建築が多数現れたが、関東大震災では煉瓦造りの建築物はほとんど倒壊し、多くの被害を出した。近代以降はその欠点を解消するため、もともと穴の開いた部材を用い、その穴に鉄筋を通し、さらにその周囲にモルタル、コンクリートなどを流し込むといった方法により構造的に強化されている。しかし組積造は構造上、開口部を大きく取れず、高層化も難しいため、より強度が高い鉄筋コンクリート（RC）造や、鉄骨造の発明、普及により、現代建築の多くは柱と梁による架構式構造（ラーメン構造）となっている。しかし中南米や中東などでは、依然として煉瓦を用いた組積造による伝統的な建築物を見ることが出来る。
鉄筋コンクリート造の建築物などで外壁を石張り・煉瓦タイル張りなどにするのは、意匠的に組積造を擬似的に表現しているものといえる。逆に近代西洋建築において木造を模した建築物も増えつつある。